# اندیس بهرام آباد
بهرام آباد یک اندیس فلزی است که در حوالی شهر زرند استان کرمان قرار دارد و مادهٔ معدنی موجود در آن، سرب و روی است.  